# فرودگاه کوتبوس
فرودگاه کوتبوس (به انگلیسی: Cottbus-Neuhausen Airport) (به زبان بومی: Verkehrslandeplatz Cottbus-Neuhausen) یک فرودگاه غیرنظامی است . این فرودگاه در شهر کوتبوس کشور آلمان قرار دارد و در ارتفاع ۸۵ متری از سطح دریا واقع شده‌است.